# ピアニカ前田
ピアニカ前田（ピアニカまえだ、1954年 - ）は、鳥取県出身の鍵盤ハーモニカ奏者である。

## 来歴
1975年、鳥取県より上京。友人から、スティーヴィー・ワンダーの「可愛いアイシャ」の間奏は実は鍵盤ハーモニカだと吹き込まれ、鍵盤ハーモニカ奏者になる（実際はハーモニカ）。
1985年、「THE 仲井戸麗市 BOOK」に鍵盤ハーモニカで初参加。
1989年、ナツメグ・レーベルより、ピアニカ前田&グッドベイツとしてシングル『JUST YOU JUST ME」をリリース。この時よりピアニカ前田を名乗る。
1991年、ソロ名義にてミニ・アルバム『ピアニカ・スウィング』をリリース。そして同年、塚本功（ギター）、長山雄治（コントラバス）との3人でピラニアンズの活動を開始。
1992年、JAROのCMに出演し、一躍有名になる。同年、渋谷CLUB QUATTROのオープン記念ライブとして、ローランド・アルフォンソ、MUTE BEAT、松竹谷清と共演。後に『ROLAND ALPHONSO meet GOOD BAITES with ピアニカ前田 at WACKIES NEW JERSEY』としてCD化された。また、TOMATOSが全面参加したソロ・ミニ・アルバム『JUST A GUY』でポニーキャニオンよりメジャー・デビュー。
1993年、ソロとしての1stアルバム『PIANICAN SUMMER』をリリース。同年、ゲスト参加した東京スカパラダイスオーケストラのASA-CHANG（パーカッション）がそのままピラニアンズに加入。
1994年には、ピラニアンズとしての1stアルバム『ピラニアンズ』、2ndアルバム『サボテンマン』を立て続けにリリース。この間にASA-CHANGは脱退、サポートのパーカッショニストを迎えて活動を続け、1996年から坂田学（ドラムス）がメンバーに加わる。
1997年に、ライブ・アルバム『富士山リバーブ』リリースするも、同年春、ピラニアンズは活動を停止。ソロとしての2ndアルバム『DOUBLE DREAM OF THE SUMMER』をリリース。
1998年には、坂田学（ドラムス）、宮田誠（クラシック・ギター）、田中義人（エレクトリック・ギター）との4人でボッサピアニキータを結成。
2001年に、1stアルバム『IL CIELO』、2003年に2ndアルバム『ピアニダージ』をリリース。
2006年、ピラニアンズが9年ぶりに、塚本功、長山雄治、坂田学との4人で活動再開。
2007年にライブ・アルバム『ピラニアンズライブ（復活中!）』をリリース後、2010年にアルバム『スーパーボルケーノ』をリリースし、ライブ活動も積極的に行っている。
その他、ソロとして様々なアーティストの録音やライブに参加しつつ、年に数回行われる松竹谷清のライブにも参加。鍵盤ハーモニカ2本にギターという編成で、スタジオジブリの作品を中心に小学校等での演奏会を行ったり、この編成でスタジオジブリ作品をカバーしたアルバム『ピアニカで聴くスタジオジブリ作品集』（2008年）などもリリースしている。また、鍵盤ハーモニカ教則本の監修を2冊手がけるなど、鍵盤ハーモニカの奏法や調整法等についての発表も行っている。

## ディスコグラフィー

### ピアニカ前田
シングル
- JUST YOU JUST ME ピアニカ前田&グッドベイツ （1989年）※7インチEP、後にライブ音源を加えてCD化
- ルセロ ピアニカ前田＆グッドベイツ （1990年）※7インチEP
- オレンジ色の恋 ピアニカ前田 チエコ・ビューティ （1991年）※CHIEKO BEAUTYとの共作、12インチEP、後にCD化
- ピアニカ・アンセム （1991年）※マキシ・シングル、DJにジャマルスキーが参加
- TOKYO LUV STORY DMX&ピアニカ前田（1991年）※マキシシングル、Dub Master Xとの共作、YOUがヴォーカルで参加

アルバム
- ピアニカ・スウィング （1991年）＊ミニ・アルバム
- JUST A GUY （1992年）＊ミニ・アルバム
- PIANICAN SUMMER （1993年）
- DOUBLE DREAM OF THE SUMMER （1997年）
- ANTHOLOGY ピアニカ前田 BEST （2002年）＊ベスト・アルバム
- ピアニカで聴くスタジオジブリ作品集 （2008年）

### ピラニアンズ
アルバム
- ピラニアンズ （1994年）
- サボテンマン （1994年）
- OK新宿 入江雅人＆ピラニアンズ （1995年）＊ミニ・アルバム
- キュッキュキュパパ （1996年）＊ミニ・アルバム
- 富士山リバーブ （1997年）＊ライブ・アルバム
- ピラニアンズ ベスト （2002年）＊ベスト・アルバム
- ピラニアンズ EPコレクション （2002年）＊ベスト・アルバム
- ピラニアンズライブ(復活中！) （2007年）＊ライブ・アルバム
- 決定盤!!ピアニカ・スタンダード ベスト （2010年）＊ベスト・アルバム
- スーパーボルケーノ （2011年）

シングル
- ジョルジュの恋 / チキンズパレード （1994年）※7インチEP
- サンバNo.3 / UNDECIDED （1994年）※7インチEP
- サルバド / スムースワン （1994年）※7インチEP
- ビー・マイ・ベイビー ribbon&ピラニアンズ （1994年）※7インチEP
- 風よつたえて ribbon&ピラニアンズ （1994年）※7インチEP
- ピアニカ絶叫 / アフターユーヴゴーン （1996年）※7インチEP

### ボッサ・ピアニキータ
アルバム
- IL CIELO （2001年）
- ピアニダージ （2003年）

### 参加作品
- ROLAND ALPHONSO meet GOOD BAITES with ピアニカ前田 at WACKIES NEW JERSEY（1992年）
- WINTER SONGBOOK CRIOLA（1992年）
- Soundtrack of Living CRIOLA（1993年）
- Happy Days of Happy Sun CRIOLA（1994年）
- cool christmas（1993年）※武内享プロデュース
- Beach Baby（1994年）※こだま和文プロデュース
- AJIAN NOSTALGIA ピアニカ前田meetsウチナーポップス（1995年）※ピラニアンズで参加
- PROGRESSIVE-MAN"エンケン"TRIBUTE （1995年）※遠藤賢司トリビュートにピラニアンズで１曲参加
- キーボランド ~ナツメグ鍵盤集~ （1996年） - Dub Master X、朝本浩文、エマーソン北村などとの共演作
- NUT-MEG SHOWCASE　MASTERPIECE COLLECTION （2011年）※ピアニカ前田、チエコ・ビューティ、TOMATOS、ローランド・アルフォンソ、Dub Master Xなどナツメグ・レーベル作品のオムニバス

### 書籍
- たのしく吹けるピアニカ　スタジオジブリ作品集
- たのしく吹けるピアニカ　ディズニー作品集